# شکل‌دهی حرارتی

انیمیشنی از فرایند شکل‌دهی حرارتی. ۱-ورق پلاستیکی گرم می‌شود ۲-ورق به شکل قالب درمی‌آید ۳-اضافات ورق بریده می‌شود

شکل‌دهی حرارتی (به انگلیسی: Thermoforming) یک فرایند تولید است که در آن ابتدا به یک ورق پلاستیکی حرارت داده می‌شود تا به شکل انعطاف‌پذیر درآید. این حرارت آن‌قدر زیاد نیست که پلاستیک را ذوب کند. عمل حرارت‌دهی معمولاً با استفاده از المنت‌های حرارتی در یک یا دو طرف ورق پلاستیکی و با فاصله ای معین از آن انجام می‌شود. با توجه به جنس پلاستیک و ضخامت ورق، میزان گرمادهی می‌بایست کاملاً مشخص و تنظیم‌شده باشد. پس از گرم کردن ورق، با استفاده از قالب‌های مناسب، آن را شکل می‌دهند. به دلیل دمای کم قالب و هم‌چنین پایین بودن فشار اعمال شده، قالب‌های مورد استفاده در این روش از نظر اقتصادی بسیار مقرون به صرفه می‌باشند. جنس این قالب‌ها اغلب آلومینیوم است و در مواردی که هدایت حرارتی بسیار بالا مورد نیاز باشد، از آلیاژ بریلیوم مس استفاده می‌شود. پس از شکل‌گیری، قطعه از قالب خارج شده و ضایعات آن جدا می‌شود تا به شکل محصول نهایی درآید. ضایعات حاصل معمولاً آسیاب شده و در یک دستگاه گرانول ساز بازیافت می‌شوند و دوباره برای ساختن ورق پلاستیکی به کار گرفته می‌شوند.
روش شکل‌دهی حرارتی با مقادیر تولید سالیانهٔ بالا در حین داشتن هزینهٔ اندک، نسبت به سایر روش‌های شکل‌دهی پلاستیک مانند تزریق پلاستیک، بسیار اقتصادی و کارآمد است.
معمولاً در تولید انبوه به روش شکل‌دهی حرارتی از رول‌های پلاستیک یا دستگاه اکستروژن در داخل فرایند استفاده می‌شود به طوری که ورقهٔ پلاستیکی پس از خارج شدن از دستگاه اکستروژن از یک کوره عبور می‌کند تا حرارت لازم را دریافت کند. پس از آن ورق پلاستیکی شکل‌دهی می‌شود.

## دسته‌بندی فرایند شکل‌دهی حرارتی
سه روش رایج برای شکل‌دهی حرارتی به شرح زیر است:

انیمیشنی از فرایند شکل‌دهی حرارتی خلأ

### شکل‌دهی حرارتی خلاء
شکل‌دهی حرارتی خلاء (به انگلیسی: Vacuum Thermoforming) اولین و ساده‌ترین فرایند شکل‌دهی حرارتی می‌باشد. در این روش با ایجاد فشار منفی از طریق کشیدن هوا از تعدادی سوراخ، ورق پلاستیکی پیش‌گرم‌شده روی قالب سرد می‌نشیند، بدین صورت ورق پلاستیکی سرد و سخت شده و به شکل قالب درمی‌آید. در این روش اندازه و فاصلهٔ محفظه‌های خلاء بسیار مهم است زیرا در اثر وجود سوراخ‌های نامناسب ممکن است مقداری از پلاستیکِ گرم‌شده به داخل آن‌ها نفوذ کند یا سوراخ‌ها بر روی شکل محصول نهایی تأثیر بگذارند.
در این روش ضخامت دیواره‌های محصول نهایی تقریباً مشابه ورق اولیه می‌باشد، به همین دلیل روش شکل‌دهی حرارتی خلاء برای تولید قطعات محکم بسیار کاربرد دارد. همچنین این روش برای تولید محصولاتی که شکل پیچیده و عمق زیاد ندارند بسیار مناسب و مقرون به صرفه است.

### شکل‌دهی حرارتی با فشار هوا
شکل‌دهی حرارتی با فشار هوا (به انگلیسی: Pressure Thermoforming) مشابه روش قبل (استفاده از خلأ) می‌باشد با این تفاوت که از فشار مثبت هوا برای هدایت ورق پلاستیکی به داخل قالب استفاده می‌گردد. در این روش نیز سوراخ‌هایی برای تخلیهٔ هوای بین ورق و قالب وجود دارد. در این روش، ورق می‌تواند در دماهای پایین‌تری شکل بگیرد بنابراین این روش دارای سرعت تولید بیشتری نسبت به روش شکل‌دهی حرارتی خلاء است.

### شکل‌دهی حرارتی مکانیکی
در روش شکل‌دهی حرارتی مکانیکی (به انگلیسی: Mechanical Thermoforming) ورق پلاستیکی گرمانرم به صورت مکانیکی و با نیروی تماس مستقیم شکل داده می‌شود. در این روش، ورق پلاستیکی توسط قسمت مثبت قالب (به انگلیسی: Core)، به سمت حفره قالب یا همان قسمت منفی (به انگلیسی: Cavity) هدایت شده و به شکل مطلوب در می‌آید. مهم‌ترین مزیت این روش، دقت ابعادی بهتر محصول و دقیق تر بودن جزئیات هندسی آن در هر دو روی قطعه، نسبت به دو روش پیشین است. عیب اصلی شکل‌دهی حرارتی مکانیکی هزینهٔ بالای آن نسبت به دو روش قبل است؛ زیرا در این روش هر دو قسمت مثبت و منفی قالب مورد نیاز است.

## مواد اولیه

### جنس ورق
موادی که ترموپلاستیک یا گرمانرم هستند می‌توانند در این روش مورد استفاده قرار گیرند. از آنجایی که این فرایند به‌طور عمده در صنایع مواد غذایی کاربرد دارد، از ترموپلاست‌هایی استفاده می‌شود که دارای ویژگی مناسب برای نگه‌داری مواد غذایی بوده و آلودگی خوراکی ایجاد نکنند، نظیر پلی اتیلن، پلی آمید، پلی اتیلن ترفتالات، پلی پروپیلن، پلی استایرن، پلی وینیل کلراید.
در کاربردهای معمولی، عموماً ورق‌های تک‌ماده مورد استفاده می‌گیرند. این نوع ورق‌ها فقط از یک نوع مادهٔ مخصوص تشکیل شده‌اند. برای کاربردهای اختصاصی‌تر از ورقه‌های چندلایه استفاده می‌شود. در تولید این نوع ورق‌ها دستگاه‌های اکستروژن چندسره بسیار کاربرد دارند زیرا می‌توانند هم‌زمان مواد گوناگون را وارد قالب اکستروژن کنند.

### ضخامت ورق
برای ضخامت ورق کمتر از ۱/۵ میلی‌متر معمولاً از دستگاه ترموفرمینگی که با رول یا اکسترودر تغذیه می‌شود استفاده می‌گردد. ورق‌های با ضخامت بیشتر از ۳ میلی‌متر معمولاً به صورت دستی به ماشین تحویل داده می‌شوند یا از یک سیستم تغذیهٔ خودکار استفاد می‌شود.
در فرایند شکل‌دهی ورق‌های با ضخامت بالا برای اعمال نیروی بیشتر، معمولاً از روش فشار و خلاء به‌طور همزمان استفاده می‌شود.

## کاربردها
ورق‌های با ضخامت بالا در قطعاتی با طول عمر زیاد مثل سازه‌های دائمی کاربرد دارند مانند کیوسک‌ها، اتومبیل‌ها، کامیون‌ها، تجهیزات پزشکی، تجهیزات حمل مواد، یخچال و فریزر، چشمه‌های معدنی و تجهیزات الکتریکی و الکترونیکی درحالی که ورق‌های با ضخامت کم اغلب در تولید قطعات یک‌بار مصرف یا قابل بازیافت و در درجه اول برای تولید ظروف بسته‌بندی محصولات غذایی مورد استفاده قرار می‌گیرند.